# 그린테러
그린테러(Green terror, 학명: Andinoacara rivulatus)는 아마존강에 서식하는 시클리드이다. 수컷은 성장하면서 앞이마가 앞으로 툭 튀어 나온다. 성격은 다소 공격적이며 식성은 육식성이고 성장이 빠른 편이다. 크면서 플라워혼과 같이 이마 부근에 혹(?)이 생기지만 플라워혼처럼 핸들링은 불가능하다. 성격이 겁이 많은 편이며, 동족포식까지 서슴지 않고 하므로 크기가 비슷하지 않으면 합사가 힘들다. 하지만, 수컷과 암컷을 같이 합사시킨다면 30%정도로 싸울 확률이 그리 크지 않다. 하지만,암컷과 수컷이 짝을 이룬 상태에서 다른 수컷을 합사시키면 암수가 서로 수컷을 공격시키는 모습을 볼 수 있다.
10cm 이상 성장해야 암,수 구별이 가능하다.
암컷은 등지느러미가 둥글고 수컷은 날카롭다.